# IWF Wissen und Medien
Die IWF Wissen und Medien gGmbH, bis 2001 Institut für den Wissenschaftlichen Film, war ein in Göttingen ansässiges Institut für Medien in der Wissenschaft. Es wurde 1956 gegründet und war bis Ende 2007 Teil der bundesweiten Leibniz-Gemeinschaft. 2008 bis Ende 2010 wurde es abgewickelt und befand sich ab dem 1. Januar 2011 in Liquidation.
Gesellschafter waren die alten Bundesländer mit Ausnahme des Saarlands. Als gemeinnützige Serviceeinrichtung des Bundes und der Länder förderte sie Wissenschaft und Bildung durch Entwicklungs- und Transferleistungen im Bereich audiovisueller Medien (AV-Medien).

## Geschichte des Gebäudes
1959 wurde auf einem bis dahin landwirtschaftlich genutzten Areal im Nonnenstieg im Osten der Stadt ein mehrstöckiges Verwaltungsgebäude errichtet, zwei flache Laborgebäude sowie eine Halle für Filmaufnahmen. 1960 entstanden im Nordostbereich desselben Grundstücks zwei weitere Häuser (Direktorenvilla und Elektromeisterhaus), sowie südlich der Hauptgebäude ein Hausmeisterhaus. Das Direktorenhaus wurde 2004 zu einer Kindertagesstätte umfunktioniert. 2010 wurde das Institut geschlossen und das IWF-Gebäude im Lauf der folgenden Monate geräumt.
Nachdem 2012 der Versuch einer Abriss- und Neubauplanung zur Errichtung von zehn mehrstöckigen Wohngebäuden wegen massiver Proteste in der Bevölkerung zunächst gescheitert war, ist die Bauleitplanung bezüglich der Folgenutzung des Grundstücks seitdem von massiven Auseinandersetzungen zwischen der Stadt, einem Privatinvestor und zwei örtlichen Bürgerinitiativen geprägt.

## Tätigkeit und Bedeutung des Instituts
Die IWF akquirierte und optimierte AV-Medien aus der Wissenschaft und machte sie Lehre und Forschung zugänglich. Das Institut verfügte über mehr als 8.500 Medien, die gekauft und zum Teil auch ausgeliehen werden konnten. Der Medienbestand wurde laufend erweitert. Damit war das Institut eine der weltweit größten Sammlungen wissenschaftlicher Filme.
Die IWF sammelte Informationen über audiovisuelle Medien und Aktivitäten im Bereich der Entwicklung und Nutzung von audiovisuellen Medien und stellte sie zentral zur Verfügung. Medien und Informationen darüber konnten über das Portal recherchiert werden. Produzenten von wissenschaftlichen AV-Medien hatten die Möglichkeit, ihre AV-Medien über die IWF zu veröffentlichen.
Vor allem für Wissenschaftler und Studenten, aber auch für Lehrer und Schüler bot die IWF Seminare zum Themenbereich „Medieneinsatz in der Wissenschaft“ an.
Die Anzahl der über das IWF-Portal online abgerufenen Videos betrug – laut Angaben der IWF – 2007 durchschnittlich 80.000 pro Monat. Im Jahr 2005 waren es durchschnittlich 30.000 pro Monat. Die Bund-Länder-Kommission für Bildungsplanung und Forschungsförderung (BLK) fällte im Oktober 2007 den Abwicklungsbeschluss. Im Oktober 2007 wurde die Bund-Länder-Förderung eingestellt.
Die Gesellschafterversammlung beschloss am 10. Mai 2010, das Institut aufzulösen. Das IWF wurde im Oktober 2010 geschlossen und befand sich ab dem 1. Januar 2011 in Liquidation.

## Geschichte

### 1934 bis zur Institutsgründung
- 1934 Gründung der „Reichsstelle für den Unterrichtsfilm“ (RfdU) in Berlin (seit 1940 auch rückwirkend „RWU“ genannt)
- 1935 Schaffung der „Abteilung Hochschule“ der RfdU
- 1936 Übernahme der Bestände der „Deutschen Gesellschaft für wissenschaftliche Filme“ (DEGEWI) durch die Abteilung Hochschule
- 1940 Umbenennung der RfdU in „Reichsanstalt für Film und Bild in Wissenschaft und Unterricht“ (RWU)
- 1940 Herauslösung der „Abteilung für den technisch-wissenschaftlichen Forschungsfilm“
- 1943 Verlegung der Abteilung für den technisch-wissenschaftlichen Forschungsfilm nach Groß-Cammin (Mark Brandenburg)
- 1945 Ende der RWU: Besetzung des Hauses in Berlin und Beschlagnahme des Inventars durch US-Soldaten
- 1945 Verlegung der Abteilung für den technisch-wissenschaftlichen Forschungsfilm nach Höckelheim bei Göttingen
- 1945 Gründung des „Instituts für den Unterrichtsfilm“ (IfdU) für die Länder Bayern, Großhessen und Württemberg in München
- 1945 Gründung des „Instituts für Film und Bild in Wissenschaft und Unterricht“ (FWU) für die britische Besatzungszone in Hannover, ab April 1946 in Hamburg
- 1949 Gründung der „International Scientific Film Association“ (ISFA)
- 1949 Zusammenfassung der Abteilung Technisch-wissenschaftlicher Forschungsfilm (Höckelheim) und der Abteilung Hochschule der ehemaligen RWU zur „Abteilung Hochschule und Forschung“ in Göttingen
- 1952 Gründung der „Encyclopaedia Cinematographica“ (EC) in Göttingen
- 1953 Umbenennung der Abteilung Hochschule und Forschung in „Institut für den Wissenschaftlichen Film“ (IWF) als „Zweigniederlassung“ des FWU

### 1956 bis 1981
- Seit 1. April 1956 Institut für den Wissenschaftlichen Film (IWF) in Göttingen als selbstständige Institution der Bundesländer nach dem Königsteiner Abkommen.
- 1956–1967 einige wichtige filmtechnische Entwicklungen gingen aus dem IWF hervor, u. a. eine Drehspiegelkamera mit 300.000 B/s, 60 Einzelbilder, eine Funkenkamera nach Cranz-Schardin 1.000.000 B/s, 20 Einzelbilder, Bau einer Tageslichtzeitrafferanlage nach Rieck, Bau eines Meßkinematographen zur Bewegungsanalyse, Bau einer Blitzapparatur für synchrone normalfrequente Aufnahmen
- 1957 erscheint Gotthard Wolf: Der wissenschaftliche Film (Methoden-Probleme-Aufgaben)[5]
- 1961 Von Gotthard Wolf u. a. erscheint Der Film im Dienste der Wissenschaft[6]
- 1963 ff. Das IWF gibt die Schriftenreihe Publikationen zu wissenschaftlichen Filmen heraus.
- 1967–1970 Aufbau einer holographischen Aufnahmeanordnung mit He-Ne-Laser, Entwicklung und Bau eines Gerätes zur synchronen Bild/Tonaufzeichnung bei 20facher Zeitdehnung, Entwicklung einer drahtlosen Startmarkierungsanlage für Ton-Filmaufnahmen, Bau einer Kamera nach Cranz-Schardin, 2.000.000 B/s, 36 Einzelbilder
- 1968 Von Joachim Rieck erscheint Technik der Wissenschaftlichen Kinematographie[7]
- 1977 Übernahme des IWF in die „Blaue Liste“ durch die finanzielle Beteiligung des Bundes (BMFT)
- 1978–1980 Weiterentwicklung des Tageslichtzeitraffers, Bau einer optischen Richt- und Kopierbank
- 1981 25. Institutsjubiläum

### 1982 bis 2010
- 1986/1987 Evaluation durch den Wissenschaftsrat
- 1990 Erster gemeinsamer Kongress von Wissenschaftlern und Medieneinrichtungen aus Ost und West im IWF
- 1991 Gründungsmitglied der „Arbeitsgemeinschaft Blaue Liste“ (AG-BL, später: Leibniz-Gemeinschaft)
- 1991 Gründung der „Gesellschaft für Medien in der Wissenschaft“ (GMW) auf Initiative des IWF
- 1992 Gründung der „International Association for Media in Science“ (IAMS) als Nachfolgeeinrichtung der ISFA (IWF ist Gründungsmitglied)
- 1992 40. Jubiläum der Encyclopaedia Cinematographica. Hermann Kalkofen referiert zum Thema: Die Aufgaben der EC im Spiegel ihres 40-jährigen Bestehens.[8]
- 1993 Göttingen International Ethnographic Film Festival gegründet, das seit 1994 neue ethnographische Filme aus aller Welt gebündelt zugänglich macht.
- 1995/1996 Evaluation durch den Wissenschaftsrat
- 1997–2000 In der Folge der negativen Evaluation des Instituts erfolgte eine Neukonzeption und deren Evaluierung. Das Konzept – „IWF – Der wissenschaftliche Medien-Dienstleister“ – wurde für tragfähig befunden. Der Bund kündigte die gemeinsame Förderung des Instituts in seiner früheren Verfassung und nach einer erfolgten Reorganisation wurde das IWF auf der Grundlage der Neukonzeption in die gemeinsame Förderung („Blaue Liste“) wieder aufgenommen.
- 2001 Einführung des neuen Firmennamens „IWF Wissen und Medien gGmbH“
- 2002 erneute Reorganisation
- 2004/2005 Evaluation durch den Senat der Leibniz-Gemeinschaft
- Ende 2007 wurde die Bund-Länder-Förderung eingestellt.
- 2008–2010 Abwicklung des Instituts[1]
- Im Mai 2010 beschloss die Gesellschafterversammlung, das Institut zum 31. Dezember 2010 aufzulösen.

## Institutsdirektoren
| Zeitraum  | Name                              |
| 1956–1976 | Gotthard Wolf                     |
| 1976–1996 | Hans-Karl Galle                   |
| 1996–2000 | Hartmut Rudolph                   |
| 2001–2006 | Christian Floto                   |
| 2006–2008 | Hanns Ulrich Freiherr von Spiegel |
| 2008–2010 | Thomas Knieper                    |

## Materialverbleib nach Schließung
Der Filmbestand der IWF inklusive aller Rechte ist Ende 2012 auf die Technische Informationsbibliothek (TIB) in Hannover übertragen worden. Die TIB ist dabei, die Rechtesituation an den Filmen zu prüfen und in gewissem Umfang Rechte nachzuverhandeln. Die Filme sind beziehungsweise werden nach und nach (soweit sie sich inhaltlich dafür eignen) online über das TIB AV-Portal zugänglich gemacht.

## Nachnutzung des Geländes

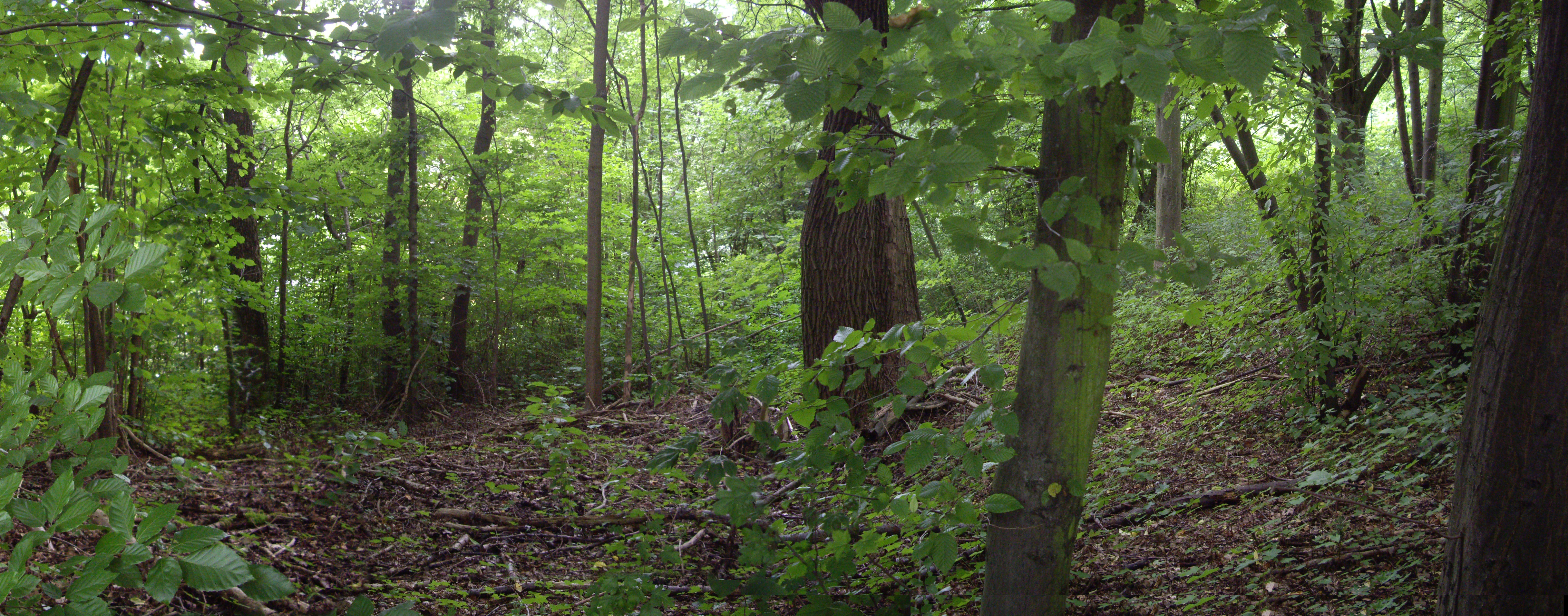
Waldgebiet auf dem IWF-Grundstück, Juli 2013

Das Grundstück des Instituts (Nonnenstieg 72, Göttingen) umfasste zur Zeit der Schließung 2010 insgesamt 32.000 m² und wurde von einem öffentlichen Gehweg (Habichtsweg) durchschnitten. Auf dem 22.000 m² großen Gebiet zwischen Nonnenstieg und Habichtsweg befanden sich die IWF-Gebäude. Der Habichtsweg selbst nahm eine Fläche von 2500 m² ein. Das restliche Areal von ca. 7500 m² jenseits (südöstlich) des Habichtswegs wurde seit den 1950er Jahren von der 60 Parzellen umfassenden Kleingartenkolonie „Am Rohns“ für 20 Kleingartenparzellen genutzt und war vom Land zwischenzeitlich für das IWF als Vorhaltefläche erworben worden, sollte das IWF zu einem späteren Zeitpunkt einmal erweitert werden. Dieser Fall trat jedoch nie ein.
Im August 2010 bestimmten die Gesellschafter den Unternehmensberater Horst Scherer zum neuen Geschäftsführer und Liquidator, mit der Aufgabe, die Gesellschaft aufzulösen und das Grundstück zu veräußern.

### Planung bezüglich der Kleingärten 2011/2012

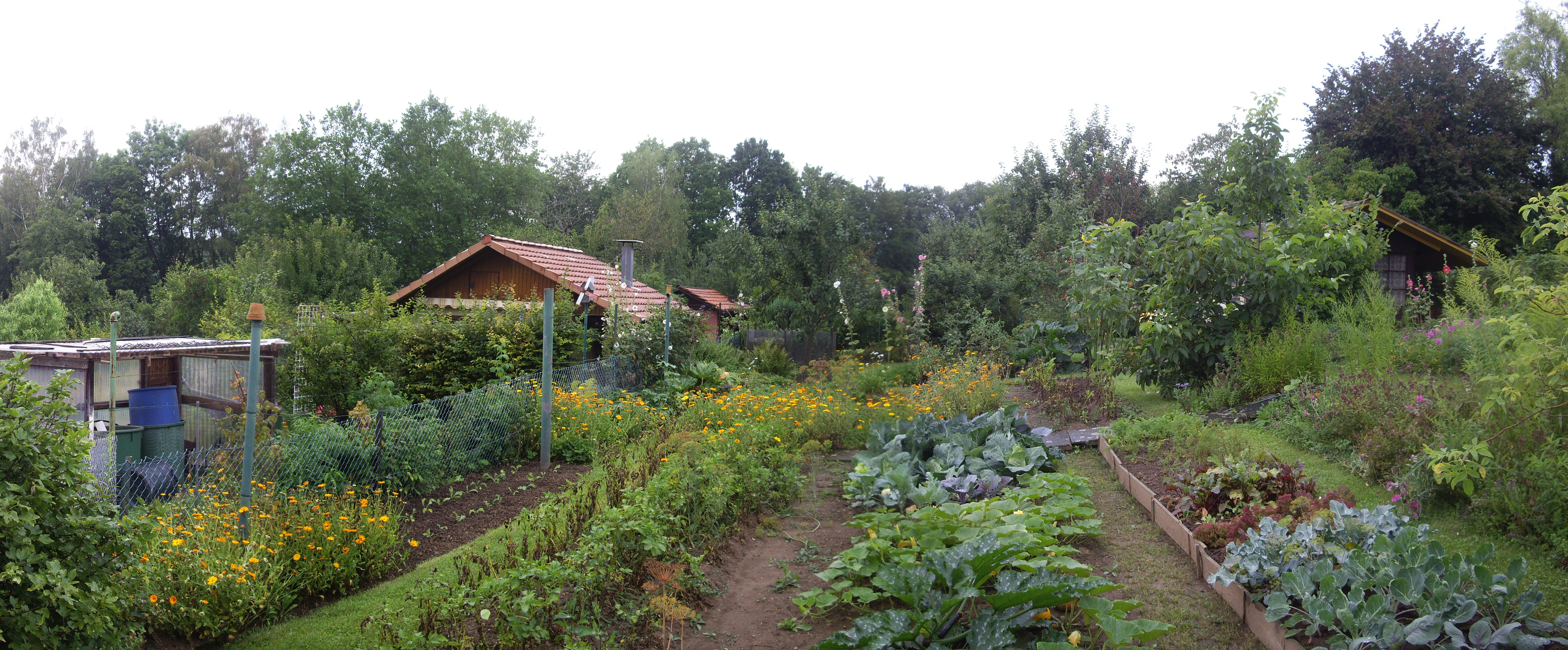
Kleingärten auf dem IWF-Grundstück, August 2014

Liquidator Scherer versuchte zunächst, das gesamte 32.000 m² große Grundstück einschließlich der Kleingartenkolonie für einen möglichst hohen Betrag an einen Investor zu verkaufen, der vorhatte, dort Wohnungen und Einkaufsmöglichkeiten zu schaffen. Ende 2011 forderte er die Pächter auf, bis November 2012 ihre Parzellen zu räumen und an den Grundstückseigentümer zu übergeben. Eine Bauvoranfrage wurde eingereicht. Nach heftigen Protesten im Stadtviertel entschloss sich die Stadt, die Kleingartenkolonie zu erhalten. Der Stadtrat beschloss am 6. Dezember 2012 eine Veränderungssperre für das betroffene Kleingartenareal.

### Gescheiterte Bauplanung 2012
Am 13. Februar 2012 wurde ein Aufstellungsbeschluss für einen Bebauungsplan verabschiedet, welcher als Zielsetzung eine geordnete Wohnbebauung und den Erhalt von Grünstrukturen festschrieb. Wenige Wochen später wurde ein nichtoffener städtebaulicher Wettbewerb für den Bau von Wohn- und Geschäftshäusern ausgeschrieben, im Rahmen dessen im Juli 2012 ein Vorschlag des Architekturbüros Dietrich Untertrifaller Architekten zum Siegerentwurf gewählt wurde.
Nachdem sich massiver Protest gegen die geplante zu massive und zu dichte Bebauung formiert hatte, wurde dieser Entwurf seitens der Stadt im April 2013 endgültig verworfen und eine Neuplanung begonnen. Die Stadt entschloss sich nun, die Ausarbeitung des Flächennutzungsplans und des Bebauungsplans selbst zu übernehmen.

### Entwicklung einer Bauleitplanung 2013
Der Protest führte vor Ort zur Gründung zweier Bürgerinitiativen, die formal zunächst an der Diskussion über die Zukunft des 22.000 m² großen Areals im Rahmen zweier öffentlicher Veranstaltungen (24. Juni 2013, 19. August 2013) beteiligt wurden, allerdings erst nachdem am 23. Mai 2013 im Stadtrat die Grundzüge für die Ausarbeitung eines Bebauungsplans beschlossen worden waren. Die Vorschläge der Stadt zur Bebauung des Geländes wurden vor allem auf der Bürgerversammlung am 24. Juni 2013 scharf kritisiert. Am 7. November 2013 wurde im öffentlichen Teil des Ausschusses für Bauen, Planung und Grundstücke ein Entwurf eines Bebauungsplans für das IWF-Gelände vorgestellt und diskutiert, jedoch wegen Beratungsbedarfs vertagt. Im nichtöffentlichen Verwaltungsausschuss wurde am 11. November 2013 der Beratungsbedarf zurückgezogen und die Auslegung beschlossen. Stadtpolitik und Verwaltung sahen sich daraufhin dem Vorwurf ausgesetzt, durch Lippenbekenntnisse und Täuschungsmanöver die 2012 verworfene Planung nun in fast unveränderter Form erneut aufzulegen.
Am 5. Dezember 2013 wurde zwischen der Stadt und der als Vorhabenträgerin bezeichneten EBR Projektentwicklung GmbH/Göttingen eine Gestaltungsvereinbarung als Städtebaulicher Vertrag abgeschlossen.

### Auslegungen des Bebauungsplans 2014
Die Heftigkeit des öffentlichen Protests gegen die städtische Bauleitplanung führte 2014 dazu, dass die Entwürfe der Verwaltung für den Bebauungsplan und den Flächennutzungsplan sowie die dazugehörigen Unterlagen mehrmals hintereinander erneut ausgelegt wurden. Dabei mussten auch die verfahrenstechnischen Vorgänge (Auslegungsbeschlüsse, Veröffentlichungen im Amtsblatt) wiederholt werden, was jedes Mal etwa 3–4 Monate in Anspruch nahm.

#### Erste Auslegung des Bebauungsplans
Die öffentliche Auslegung der Pläne begann am 16. Dezember 2013. Kurz vor Ende der Auslegungsphase am 24. Januar 2014 stellte sich heraus, dass die ausgelegten Unterlagen nicht mit denen übereinstimmten, die in der öffentlichen Sitzung am 7. November 2013 behandelt worden waren. Einige Unterlagen waren in den folgenden Wochen verändert worden, darunter ein Verkehrsgutachten. Nach Protesten und anfänglichen Dementis sah sich die Stadt gezwungen, am 20. Februar 2014 einen erneuten Auslegungsbeschluss zu fassen und das Verfahren zu wiederholen. Bereits zu dieser Zeit waren 300 Einwände von Bürgern gegen die Planungsentwürfe eingegangen.

#### Zweite Auslegung des Bebauungsplans

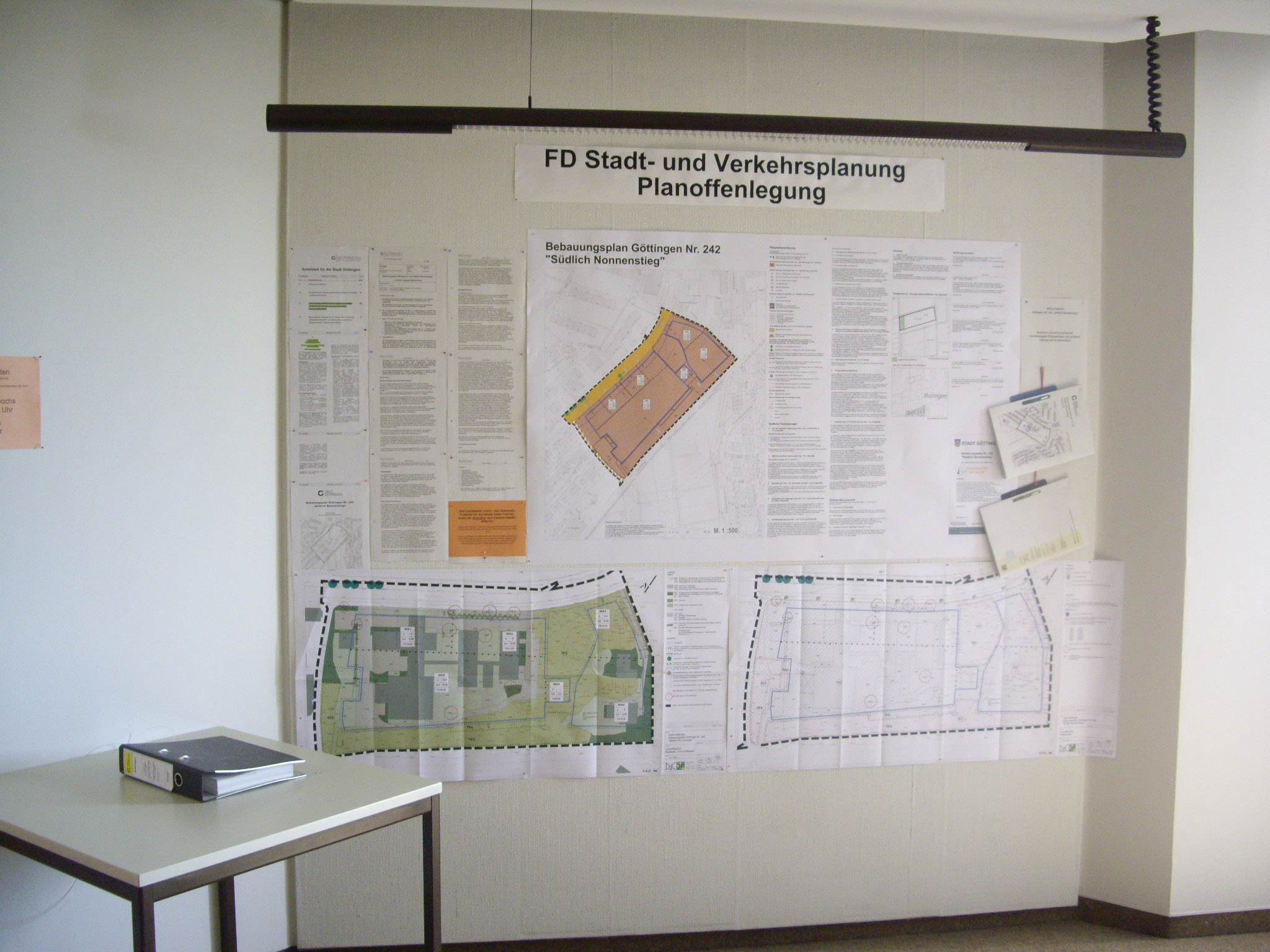
Öffentlich ausgelegte Unterlagen des Bebauungsplans im Flur des Neuen Rathauses, 17. April 2014, wenige Stunden vor Ende der Auslegung. Aus dem hier abfotografierten Ordner seien angeblich Unterlagen entwendet worden.

Die zweite Auslegungsphase begann am 17. März 2014 und endete einen Monat später am 17. April 2014. Am 22. Mai 2014 informierte die Verwaltung die Öffentlichkeit darüber, dass während der Auslegungsphase mehrere Unterlagen aus dem öffentlich auf dem Flur im 11. Stock des Rathauses ausgelegten Ordner entwendet und vermutlich gestohlen worden seien, und die Auslegung nach Rücksprache mit der städtischen Rechtsabteilung ein drittes Mal wiederholt werden müsse. Die Zahl von 300 Stellungnahmen sei inzwischen überschritten worden, deren Sichtung und Bewertung wurde von der Stadt als „sehr aufwendig“ bezeichnet. Alleine die Nonnenstieg-Bürgerinitiative reichte 110 Einwände und Anregungen ein. Die erneute Auslegung wurde am 10. Juli 2014 im Ausschuss für Bauen, Planung und Grundstücke und am 14. Juli 2014 im Verwaltungsausschuss beschlossen, und am 17. Juli 2014 im Amtsblatt veröffentlicht.

#### Dritte Auslegung des Bebauungsplans
Die dritte vierwöchige Auslegungsphase der Pläne, die abermals leicht verändert wurden, begann am 25. Juli 2014 und endete am 25. August 2014.

#### Bescheidung der Anregungen
Am 23. Oktober 2014 stellte die Verwaltung in einer ersten Lesung im Fachausschuss die Ergebnisse der Abwägung vor und gab die Daten und Inhalte der Öffentlichkeit bekannt. 110 Bürger hatten auf insgesamt 1055 Seiten 1018 Stellungnahmen zum Bebauungsplan (982) und Flächennutzungsplan (36) abgegeben. Nach Zusammenfassung inhaltsgleicher Beschwerden ergaben sich 428 inhaltlich unterschiedliche Eingaben, die in 234 Themenbereiche eingeteilt wurden. Die Spannbreite der Themen reichte von Baudichte, Bauweise und Baustil über Gartenbau, Naturschutz, Lärm und Verkehr bis hin zu verfahrenstechnischen Verbesserungsvorschlägen. Von diesen 428 Eingaben wurde von der Verwaltung ein Flüchtigkeitsfehler korrigiert, eine inhaltliche Anregung wurde berücksichtigt (der Feldahorn sollte in eine der gartenbaulichen Pflanzlisten aufgenommen werden), die restlichen 426 Einwände wurden abschlägig beschieden.
Bürgerinitiativen kritisierten das Verhalten der Stadt als kompromisslos und warfen der Verwaltung vor, sie habe „einen regelrechten Arbeitskampf mit den Bürgern in einem vorher nie gekannten Ausmaß“ provoziert. Eine zweite Lesung war am 20. November 2014 angesetzt. Hierbei sollte, wie am 23. Oktober 2014 erläutert wurde, nach weiterer Einarbeitung in die Unterlagen eine inhaltliche Diskussion erfolgen mit anschließender Beschlussfassung entweder direkt im Anschluss oder auf der folgenden Sitzung des Ausschusses am 4. Dezember 2014, woraufhin in der nächsten Sitzung des Stadtrates am 12. Dezember 2014 der Satzungsbeschluss ratifiziert werden sollte.

### Neustart im Planungsprozess 2015
Am 1. November 2014 trat Rolf-Georg Köhler (SPD) das Amt des Oberbürgermeisters in Göttingen an. Die Amtseinführung fand in der Sitzung des Stadtrates am 17. November 2014 statt. In einer kurzen Begrüßungsrede teilte Köhler mit, es werde geprüft, ob in den derzeit leerstehenden IWF-Gebäuden Flüchtlinge untergebracht werden könnten. Dies war bereits ein Jahr vorher von der Linken gefordert worden und wurde nun auch von Grünen und Piraten unterstützt. Der Vorschlag fand auch Unterstützung in der Bevölkerung vor Ort.
Am 20. November 2014 beantragte die SPD im Bauausschuss eine Vertagung der angesetzten Diskussion auf den 4. Dezember 2014 wegen Beratungsbedarfs, da die Fraktion unter anderem noch Bedenken bezüglich des Maßes der baulichen Nutzung habe. Der Vertagung wurde von allen Fraktionen zugestimmt, die ebenfalls Beratungsbedarf anmeldeten, allerdings aus anderen Gründen. Am 4. Dezember 2014 wurde das Thema nicht auf die Tagesordnung gesetzt, und folglich auch nicht mehr auf die der Ratssitzung am 12. Dezember 2014.
Im Sozialausschuss, wo die Verwaltung sich ein Jahr vorher am 12. November 2013 noch dagegen ausgesprochen hatte, den Vorschlag der Linken zu einer Unterbringung von Flüchtlingen zu prüfen, wurde am 2. Dezember 2014 mitgeteilt, Verhandlungen seien mit Liquidator Scherer aufgenommen worden, um in den IWF-Gebäuden nach geringfügigen Umbauarbeiten etwa 200 Flüchtlinge unterbringen zu können.
Am 7. Januar 2015 verkündete Rolf-Georg Köhler schließlich in einem Grußwort zum Neujahrsempfang „einen völligen Neustart für den Planungsprozess, zurück auf Null sozusagen“ und bestätigte noch einmal die anvisierte Zwischennutzung der Altgebäude zur vorübergehenden Unterbringung von Flüchtlingen. Köhler leitete damit gleichzeitig einen Strategiewechsel in der Baupolitik der Stadt ein, wobei auch in anderen Bauvorhaben die in die Kritik geratene reine Investorenplanung durch eine Angebotsplanung der Stadt an Investoren ersetzt werden sollte.

### Unterbringung von Flüchtlingen 2015–2018
Am 22. Juni 2015 beschloss der Verwaltungsausschuss des Stadtrates einstimmig den Abschluss eines Mietvertrages mit dem Ziel, ab 1. Oktober 2015 für mindestens drei Jahre etwa 150 Flüchtlinge auf rund 4000 m² im IWF-Hauptgebäude unterzubringen, überwiegend in Doppelzimmern. Die Umbaukosten von 300.000 Euro würden auf die Kaltmiete umgelegt. Am 3. November 2015 zogen die ersten Flüchtlinge in die Gebäude ein.
Der Bebauungsplan für das Gelände wurde auf Beschluss des Bauausschusses am 7. September 2017 zum vierten Mal ausgelegt. Am 3. April 2018 wurde dieser vom Rat der Stadt ratifiziert. Er enthielt nur geringfügige Änderungen gegenüber der ursprünglichen Version von 2014.
Die Unterkunft wurde bis Mitte 2018 betrieben, am 31. August 2018 zogen die letzten Flüchtlinge aus dem Gebäude aus, das danach wieder leer stand. Flüchtlingsinitiativen hatten gegen die Schließung protestiert, da gleichzeitig eine umstrittene Unterkunft in einer Lagerhalle des Gewerbegebiets Siekhöhe weiter betrieben wurde.

### Weitere Planungsverzögerungen 2019
Im Januar 2019 wurden zwei Drittel des Grundstücks an die Münchner Wertgrund Immobilien AG verkauft, wobei diese die mit der Stadt ausgehandelten Verpflichtungen des Investors bezüglich der Schaffung bezahlbaren Wohnraums (Wohnungsanteil von 30 % mit Mietpreisen unter 5,60 bzw. 7 Euro/m²) für das gesamte Gelände vollständig übernahm. Ein ursprünglich im Städtebaulichen Vertrag strafbewehrt festgeschriebener Termin im Januar 2019 zum Einreichen eines fertigen Bauantrags wurde daraufhin nicht eingehalten, stattdessen wurde nur eine Bauvoranfrage eingereicht, sodass sich die Planungsphase noch weiter verzögerte. Forderungen aus der Politik nach einer Vertragsstrafe gegen den Investor lehnte die Stadt nach einer von der Politik erzwungenen Einholung eines externen Rechtsgutachtens im Mai 2019 ab, da drei Normenkontrollklagen gegen den Bebauungsplan anhängig seien und eine mit der Ratifizierung durch den Rat und Veröffentlichung im Amtsblatt im April 2018 eingetretene Rechtskraft des Bebauungsplans bestritten wurde. Erst ab September 2019 wurden nach und nach die ehemaligen IWF-Gebäude abgerissen.